# Leave Home
| 전문가 평가                   | 전문가 평가 |
| 평가 점수                     | 평가 점수   |
| 출처                          | 점수        |
| ----------------------------- | ----------- |
| AllMusic                      | [ 1 ]       |
| The Austin Chronicle          | [ 2 ]       |
| Christgau's Record Guide      | A           |
| NME                           | 10/10       |
| Pitchfork                     | 9.5/10      |
| Q                             | [ 6 ]       |
| Record Collector              | [ 7 ]       |
| The Rolling Stone Album Guide | [ 8 ]       |
| Spin Alternative Record Guide | 9/10        |
| Uncut                         | [ 10 ]      |

《Leave Home》은 미국의 펑크 록 밴드 라몬즈의 두 번째 스튜디오 음반이다. 1977년 1월 10일, 사이어 레코드를 통해 발매되었으며 2001년 6월 19일, 라이노 엔터테인먼트를 통해 확장된 CD가 발매되었다. 음반의 노래는 밴드의 진행을 보여주는 밴드의 첫 번째 음반 작성 과정 직후에 작성되었다. 데뷔 음반 《Ramones》보다 더 높은 제작 가치를 가졌고 더 빠른 템포가 특징이었다. 전면 사진은 모셰 브라카가 찍었고 밴드의 로고가 될 후면 커버는 아르투로 베가가 디자인했다. 음반은 세 개의 싱글을 발매했지만 차트인에 성공한 것은 단 한 개뿐이었다. 또한 미국과 유럽에서 여러 투어 날짜와 함께 홍보되었다.
이 음반에 대한 비평가들의 반응은 대체로 호의적이었으며, 몇몇 평론가들은 이 음반이 밴드의 데뷔 음반과 매우 흡사하다고 지적했다. 비평가들은 또한 이 음반이 데뷔 음반보다 획기적인 것은 아니지만 유머러스하고 즐거운 곡들을 수록했다고 말했다. 밴드 멤버들이 더 많은 상업적 성공을 기대하고 있을 뿐만 아니라 비평가들의 극찬에도 불구하고 이 음반은 빌보드 200에서 148위로 정점을 찍었다.

## 상업적 성과
이 음반은 빌보드 200에서 148위로 정점을 찍으며 이전 음반처럼 미국에서 차트에 오르지 못했다. 하지만 이 음반은 45위로 데뷔하면서 영국 음반 차트에 차트인한 첫 음반이었다. 〈Carbona Not Glue〉가 중독성 있는 흡입제에 관한 것이었기 때문에 《Leave Home》의 많은 노래들은 미키 레이가 "라디오 친화적"이라고 생각하지 않았다. 조이 라몬은 "우리는 히트를 쳐야 할 많은 노래들이 있다고 생각했습니다. 만약 당신이 60년대에 자랐다면, 상황은 바로 재생되고 즉시 히트할 것입니다. 그래서 우리는 우리 음악이 모든 사람들이 그것에 대해 알아차릴 수 있는 독특한 것이기 때문에 생각했습니다. 실제로 일어난 일은 우리가 너무 이질적이어서 아무도 우리를 만지고 싶어하지 않았습니다. 그리고 우리는 연주되지 않았습니다."라고 말한다.

## 곡 목록
| #  | 제목                           | 작사·작곡             | 재생 시간 |
| -- | ------------------------------ | --------------------- | --------- |
| 1. | 〈Glad to See You Go〉         | 디 디 라몬, 조이 라몬 | 2:10      |
| 2. | 〈Gimme Gimme Shock Treatmen〉 | 디 디 라몬, 조니 라몬 | 1:38      |
| 3. | 〈I Remember You〉             | 조이 라몬             | 2:15      |
| 4. | 〈Oh Oh I Love Her So〉        | 조이 라몬             | 2:03      |
| 5. | 〈Carbona Not Glue〉           | 라몬즈                | 1:56      |
| 6. | 〈Suzy Is a Headbanger〉       | 라몬즈                | 2:08      |
| 7. | 〈Pinhead〉                    | 라몬즈                | 2:42      |

| #   | 제목                                       | 작사·작곡                | 재생 시간 |
| --- | ------------------------------------------ | ------------------------ | --------- |
| 8.  | 〈Now I Wanna Be a Good Boy〉              | 디 디 라몬               | 2:10      |
| 9.  | 〈Swallow My Pride〉                       | 조이 라몬                | 2:03      |
| 10. | 〈What's Your Game〉                       | 조이 라몬                | 2:33      |
| 11. | 〈California Sun〉                         | 헨리 글로버, 모리스 레비 | 1:58      |
| 12. | 〈Commando〉                               | 디 디 라몬, 조니 라몬    | 1:51      |
| 13. | 〈You're Gonna Kill That Girl〉            | 조이 라몬                | 2:36      |
| 14. | 〈You Should Have Never Opened That Door〉 | 디 디 라몬, 조니 라몬    | 1:54      |